# Аурат магния
Аурат магния — неорганическое соединение, 
комплексный окисел металлов магния и золота с формулой Mg[AuO2]2,
зелёные кристаллы,
растворяется в воде.

## Получение
- Обработка хлорида золота или тетрахлороаурата водорода гидроксидом магния:

{\displaystyle {\mathsf {Au_{2}Cl_{6}+4Mg(OH)_{2}\ {\xrightarrow {}}\ Mg[AuO_{2}]_{2}+3MgCl_{2}+4H_{2}O}}}
{\displaystyle {\mathsf {2H[AuCl_{4}]+5Mg(OH)_{2}\ {\xrightarrow {}}\ Mg[AuO_{2}]_{2}+4MgCl_{2}+6H_{2}O}}}

## Физические свойства
Аурат магния образует зелёные кристаллы.
Растворяется в воде.